# Ishtar MSM
Ishtar MSM es una organización comunitaria keniana que trabaja en mejorar la salud de los hombres que tienen sexo con hombres (MSM por sus siglas en inglés) y los derechos de las personas LGBT. Es considerada como la primera organización de activismo LGBT en la historia de Kenia.
La organización fue creada en 1997 y se dio a conocer ese mismo año cuando sus integrantes pusieron en escena una obra titulada Cleopatra en el Teatro Nacional de Kenia, que fue detonante para discusiones públicas alrededor de la diversidad sexual y de género. Entre sus fundadores estuvo el activista Emmanuel Kamau, más conocido con el sobrenombre de «Aunty Ivy». En 1999, Ishtar MSM se registró de forma oficial como una organización comunitaria.
En sus inicios, Ishtar MSM estaba enfocada en los trabajadores sexuales masculinos. No obstante, posteriormente pasó a enfocarse en todos los hombres que tienen sexo con hombres, además de en las mujeres transgénero.
En 2006, se convirtió en una de las seis organizaciones fundadoras de la Coalición de Gays y Lesbianas de Kenia (Galck+).
Hacia 2012, la organización indicó contar con alrededor de 300 integrantes.